# Métropole de la Mésogée et de la Lauréotique
La métropole de la Mésogée et de la Lauréotique (en grec byzantin : Ιερά Μητρόπολις Μεσογαίας και Λαυρεωτικής / Ierá Mitrópolis Mesoyéas kai Lavreotikís) est un évêché de l'Église orthodoxe de Grèce. Il a son siège à Spáta en Attique de l'Est.

## La cathédrale
C'est l'église de la Dormition de la Mère de Dieu (Assomption) à Spáta.

## Les métropolites
Son évêque est (en 2020) le métropolite Nicolas (el) (Hatzinikolaou).

## Histoire
La métropole a été créée en 1974, en même temps que sept autres métropoles de l'agglomération athénienne.

## Le territoire
L'aéroport international d'Athènes est entièrement situé sur le territoire de cette métropole.

### Doyenné de Spáta
- Spáta
- Anthoúsa
- Artémida
- Gargyttos
- Gérakas
- Diastavrosis
- Pallíni
- Pikérmi
- Rafína
- Stávros

### Doyenné de Koropi
- Kantza
- Karellas
- Koropi
- Markópoulo Mesogéas
- Péania

### Doyenné deLauréotique

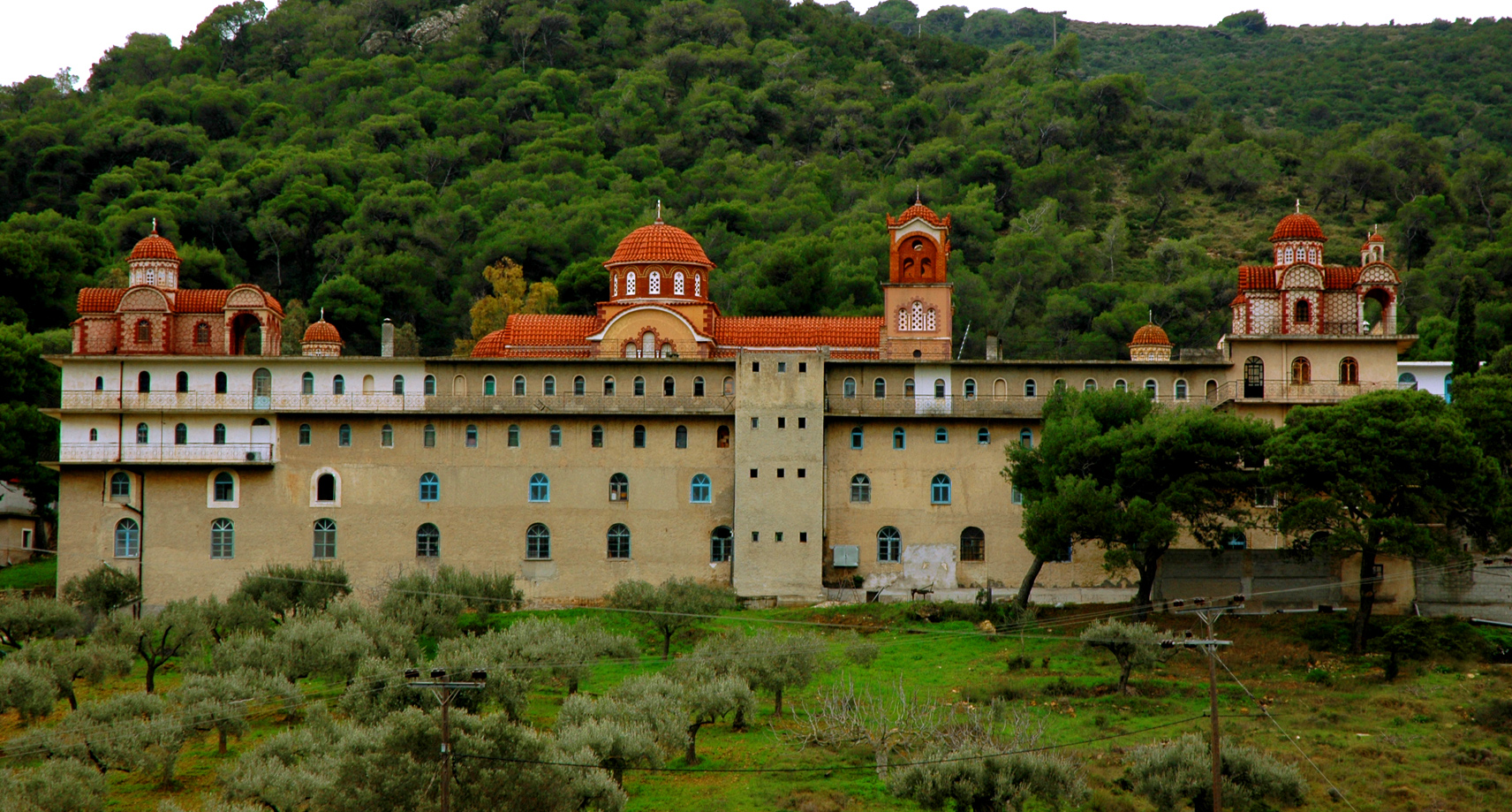
Monastère de la Transfiguration du Sauveur à Kouvarás.

- Anávyssos
- Kamariza
- Keratéa
- Kouvarás
- Lavrio
- Legrená

## Les sources
- (el) Le site de la métropole : https://www.imml.gr/
- Les diptyques de l'Église de Grèce, éditions Diaconie apostolique, Athènes (édition annuelle).